# Carl Gustaf Ekman
Carl Gustaf Ekman (6. oktober 1872 – 15. juni 1945) var en svensk avisredaktør og liberalistisk politiker, der var Sveriges statsminister fra 1926 til 1928 og igen fra 1930 til 1932. Han var partileder for partiet Frisinnade folkpartiet fra 1924 til 1932.